# 大内高速公路
大足至内江高速公路，渝高速编号为S34（原渝高速S51），是连接重庆市大足区和四川省内江市的高速公路，是对成渝高速、渝蓉高速在川东、渝西地区的加密，是《重庆市高速公路网规划（2013-2030年）》中的展望线路。大内高速公路将在川渝省界对接 荣大高速。
大内高速公路（重庆段）全长31.366公里，总投资约32.97亿元，双向四车道，设计速度120km/h。2018年2月，受重庆市交通委员会委托，四川省交通运输厅公路规划勘测设计研究院编制完成了大内高速公路（重庆段）的工程可行性研究报告，并于同年5月得到了重庆市发改委的批复。同年6月，重庆市交通规划勘测设计院编制完成了两阶段初步设计，建设单位委托山西省交通环境保护中心站（有限公司）完成了环评工作。2018年12月25日，大内高速公路（重庆段）于重庆市大足区三驱镇水星村附近的铁桥互通处正式开工，建设工期约三年，已于2021年12月24日14时正式通车。。

## 出入口
大内高速公路（重庆段）设有6处互通式立交，1处停车区，具体设置如下：
| 地区                                                                                         | 里程   | 类型              | 名称               | 连接               | 说明       |
| -------------------------------------------------------------------------------------------- | ------ | ----------------- | ------------------ | ------------------ | ---------- |
| 重庆市大足区                                                                                 | 0      | 枢纽 · 主线出入口 | 黄桥枢纽互通       | 渝蓉高速           |            |
| 重庆市大足区                                                                                 | 1.770  | 出入口            | 三驱东互通         | 309省道            |            |
| 重庆市大足区                                                                                 | 3.410  | 河流              | 窟窿河大桥         | 窟窿河大桥         | 跨窟窿河   |
| 重庆市大足区                                                                                 | 4.137  | 枢纽              | 铁桥枢纽互通       | 广泸高速           |            |
| 重庆市大足区                                                                                 | 10.293 | 出入口            | 季家互通           | 乡道               |            |
| 重庆市大足区                                                                                 | 11.573 | 河流              | 长冲大桥           | 长冲大桥           | 跨响水滩河 |
| 重庆市荣昌区                                                                                 | 19.428 | 出入口            | 铜鼓互通           | 乡道               |            |
| 重庆市荣昌区                                                                                 | 19.450 | 停车场 · 飲料小吃 | 铜鼓停车区         | 铜鼓停车区         |            |
| 重庆市荣昌区                                                                                 | 25.288 | 出入口            | 吴家互通           | 206省道            |            |
| 重庆市荣昌区                                                                                 | 28.350 | 河流              | 救古坝大桥         | 救古坝大桥         | 跨关胜河   |
| 重庆市荣昌区                                                                                 | 29.560 | 地界 · 主线收费站 | 荣昌川渝省界收费站 | 荣昌川渝省界收费站 |            |
| 重庆市荣昌区                                                                                 | 31.366 | 河流              | 清流河大桥         | 清流河大桥         | 跨清流河   |
| 1.000 英里 = 1.609 千米；1.000 千米 = 0.621 英里 并行路段 • 已关闭／取消 • 限制进入 • 未开放 |        |                   |                    |                    |            |